# هک کردن رشد

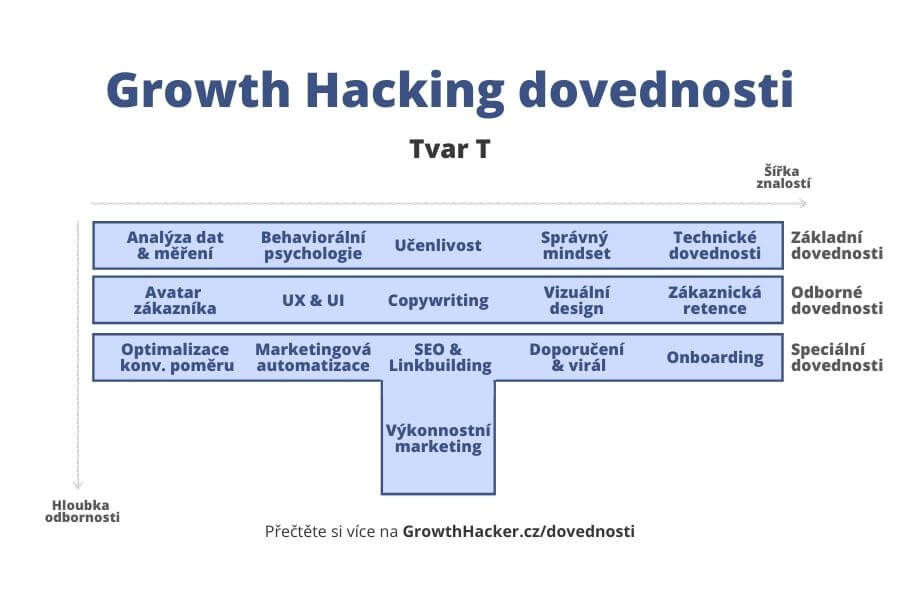
هک رشد

هک رشد (به انگلیسی: Growth hacking) یکی از تکنیک‌های بازاریابی است برای گسترش تکنولوژی شرکت‌های نوپا با استفاده از تفکر تحلیلی و سنجه‌های اجتماعی برای فروش محصولات و به دست آوردن ارائه بهتر. خلق رشد می‌تواند به عنوان بخشی از اکوسیستم بازاریابی آنلاین دیده شود. خیلی از اوقات هکر رشد از SEO، تحلیل سایت‌ها، بازاریابی محتوا و تست‌های A/B استفاده می‌کند.
هکرهای رشد از روش‌های کم‌هزینه و جایگزین‌های مناسب برای بازاریابی سنتی استفاده می‌کنند؛ به عنوان مثال استفاده از شبکه‌های اجتماعی و بازاریابی ویروسی به جای خرید تبلیغات از رادیو و تلویزیون و روزنامه در بازاریابی سنتی یکی دیگر از روش‌های خالق‌های رشد است.
خلق رشد برای استارتاپ‌ها از درجه اهمیت بالایی برخوردار است همان‌طور که در اصول تئوری ناب (Lean) آمده‌است که: «اول رشد کن، بعداً بودجه بگیر». شرکت‌های فیسبوک، توییتر، لینکدین و ایر بی‌ان‌بی همه از روش‌های خلق رشد استفاده کرده‌اند.
شان الیس در ۲۰۱۰، این مفهوم را ایجاد کرد. او به چندین کمپانی اینترنتی کمک کرده بود تا به رشد خارق‌العاده ای دست پیدا کنند و زمانی که استارت‌آپ‌ها به دنبال رشد تعداد کاربران و مشتریان خود بودند، به سراغ او می‌رفتند. سین الیس هم در ازای دریافت پول به آن‌ها استراتژی‌های اختصاصی برای رشد سریع کسب و کارشان را می‌داد.
او سیستم‌های مورد نیاز برای رشد سریع را در شرکت‌ها راه‌اندازی می‌کرد. فرایندها و ایده اصلی را نیز در اختیار مدیران استارت آپ‌ها قرار می‌داد و زمانی که می‌خواست شرکت را ترک کند مشکل اصلی بوجود می‌آمد! او وقتی به دنبال جایگزین برای خود می‌گشت، رزومه‌هایی متفاوت و گاهی نامرتبط دریافت می‌کرد. خیلی از این افراد مدرک بازاریابی داشتند و با اینکه دارای تجربه کاری هم بودند، ولی همیشه یک چیزی کم داشتند. سین الیس می‌دانست روشی که برای رشد استارت آپ‌ها به کار می‌برد با اصول و تکنیک‌های سنتی بازاریابی تفاوت دارد و اگر کار را به بازاریابان معمولی بدهد نتیجه خوبی به دست نمی‌آید.

## نمونه ایربی‌ان‌بی (Airbnb)
به‌طور کلی می‌توان از موفقیت شرکت Airbnb در هک رشد نکات زیر را برداشت کرد:
- شرکت Airbnb کاری کرد که به هیچ وجه از یک بازاریاب سنتی ساخته نیست؛ چون تکنیک آن‌ها علاوه بر خلاقیت نیازمند دانش برنامه‌نویسی بود.
- شرکت Airbnb از محصولش به عنوان وسیله‌ای برای توزیع هرچه بیشتر خودش استفاده کرد. ادغام سیستم خود با Craigslist عاملی خارجی محسوب نمی‌شود، بلکه تنها ابزاری فرعی برای این کار بود.
- شرکت Airbnb متوجه شد که مخاطبان هدفی که به دنبالش است، قبلاً در سایت Craigslist وجود داشته‌اند. پس استراتژی افزایش کاربران خود را اینگونه تعریف کرد.
- شرکت Airbnb ابتکار زیادی به خرج داد. آن‌ها روش خود را از روی کسی کپی نکردند و قبل از آن‌ها کسی از سرویس Craigslist این‌گونه استفاده نکرده بود. آن‌ها جرات امتحان روشی را داشتند که معلوم نبود موفقیت‌آمیز باشد.
- شرکت Airbnb با داشتن دانش تخصصی برنامه‌نویسی و استفاده از روش‌های مهندسی معکوس موفق به چنین کاری شد.
- شرکت Airbnb برای افزایش کاربران سیستمش از حفره‌های موجود در بازار استفاده کرد. آن‌ها به API سایت Craigslist دسترسی نداشتند و نمی‌توانستند به‌طور رسمی با آن همکاری کنند؛ پس مرزهای تکنولوژیکی موجود را شکستند و به جلو حرکت کردند.

## ویژگی‌های یک هکر رشد
آقای Ken Zi Wnag هکر رشد را بر چند دسته تقسیم کرده‌است:
1. هکر رشد عاشق داده‌ها :خالقان رشد با وجود تمرکز بر رشد کاربران در کسب و کار، به‌طور منطقی از داده‌ها استفاده می‌نماید؛ چرا که داده نسبت به هر درک یا نظری برتری دارد. خالقان رشد به‌طور علمی روش‌های جدیدی را آزمایش می‌نمایند و بر اساس نتایج حاصله فرایند هک را دنبال می‌نمایند که نتیجه آن می‌تواند به‌کارگیری انواع روش‌های هک، ادامه یا قطع فعالیت باشد. بدون توجه به محوریت داده‌ها، خالقان رشد نمی‌توانند در داده‌ها عمیق شوند و تنها می‌توانند یک تصویر کلی را متصور شوند.
2. هکر رشد با استعدادهای مختلف :خالقان رشد قادر به درک بازاریابی، طراحی، تحلیل و مهندسی مشتریان هستند. همچنین با مفاهیمی چون ترافیک ورودی(inbound traffic), SEO، محصول مناسب بازار (PMF)، فرایند پذیرش و رابط کاربری آشنا هستند. درک تکنولوژی به آن‌ها اجازه خواندن کد و به‌کارگیری APIها و سیستم‌های اتوماتیک را می‌دهد. ارسال ایمیل، بارگیری صفحه و ورود به صفحه فیس بوک تنها مسائل تکنیکی نیستند، بلکه به ابزارهای مهمی برای رشد تبدیل شده‌اند. در نتیجه، خالقان رشد از آن‌ها در قالب یک پلتفرم یکپارچه برای ایجاد یک ارزش منحصربه‌فرد استفاده می‌نمایند.
3. هکر رشد خلاق :خالقان رشد از کانال‌های رشد جدیدی با خبرند که از آن‌ها زودتر از دیگران استفاده می‌نمایند. کانال‌های رشد زمانی که به اندازه کافی رشد نمایند، بهترین خواهند بود؛ که البته لزوماً بزرگ نیستند. خالقان رشد نیازمند به‌کارگیری خلاقیت در شناسایی فرصت‌های نوظهور می‌باشند که پس از آن رویکردی برای بهره‌برداری از آنها تدوین می‌نمایند. خالقان رشد تنها فرصت‌های رشد را به هنگام ظهور آن، کشف نمی‌نمایند؛ بلکه آن‌ها به شدت فرصت‌های جدیدی را خلق می‌نمایند.
4. هکر رشد ROI محور :یک هکر رشد متخصص رسانه‌ای است. او از وجود تمامی منابع online ,offline، رایگان، پولی و ترافیک مصرف‌شده آشنایی دارد. خالقان رشد توانایی ویژه‌ای در یافتن جایگزین‌های رایگان برای ایجاد رشد قبل از امتحان کانال‌های پولی دارند؛ البته این به معنا نیست که خالقان رشد به سادگی از کانال‌های پولی اجتناب می‌نمایند. خالقان رشد همیشه بر مثبت بودن ROI توجه و تأکید دارند.
5. هکر رشد همدردی‌کننده :هکر رشد توانایی همدردی با مشتریان و کاربران بالقوه را دارد. او در یافتن محدودیت‌های جریان کسب کاربر، که مانع از رفتار کاربران ارجح می‌گردد، توانمند است. علاوه بر آن، خالقان رشد توانایی فراتر از کسب کاربران دارند و قادرند از طریق طراحی کل سفر مشتری، کاربران را حفظ و به مشتری تبدیل نمایند.